# Tert-butyloxycarbonylgroep

Tert-butyloxycarbonyl protecting group

De tert-butyloxycarbonylgroep (BOC groep) is een beschermende groep die toegepast wordt in de synthetisch organische chemie tijdens bewerkingen van amines en aminozuren.
De BOC-groep kan in waterig milieu aan een amine gekoppeld worden met behulp van di-tert-butyl dicarbonaat in aanwezigheid van een base als natriumwaterstofcarbonaat.  De reactie kan ook uitgevoerd worden in acetonitril, in dat geval wordt 4-dimethylaminopyridine (DMAP) als base gebruikt.
Het verwijderen van de BOC-groep gebeurt met behulp van sterke zuren.  Trifluorazijnzuur wordt hiervoor gebruikt, zowel in pure vorm als in oplossing in dichloormethaan.  Ook waterstofchloride in methanol is in staat het aminozuur van zijn bescherming te ontdoen.  Een complicatie bij het gebruik van deze beschermende groep wordt gevormd door de neiging van het intermediaire t-butylkation om met andere nucleofielen te reageren.  Met behulp van anisol of thioanisol kan dit voorkomen worden.  Met behulp van AlCl3 kan de BOC-groep selectief naast andere beschermende groepen verwijderd worden.